# Port lotniczy Tumbes-Capitán FAP Pedro Canga Rodríguez
Port lotniczy Tumbes-Capitán FAP Pedro Canga Rodríguez – krajowy port lotniczy zlokalizowany w peruwiańskim mieście Tumbes.